# Sovke
Sovke (znanstveno ime Noctuidae) so družina žuželk iz reda metuljev.

## Opis
Sovke so sorazmerno veliki in čokati nočni metulji z močno dlakavim telesom, katerih gosenice se podnevi skrivajo v površinskem sloju tal ali v talnih razpokah, v mraku pa prilezejo iz skrivališč in se hranijo na gostiteljskih rastlinah. Metulji imajo trioglata, sorazmerno ozka rjavo siva prednja in nekoliko svetlejša, običajno siva, zadnja krila. Zadnja krila so enobarvna, prednja pa imajo vedno za posamezno vrsto značilne lise in črte. Običajno so tako metulji, kot gosenice sovke sivkaste do rjave barve. Telo gosenic je golo in je prekrito z voskom, v dolžino pa dosežejo dolžino do okoli 45 mm in se v primeru nevarnosti zvijejo v klobčič.